# Complejos residenciales privados en Hong Kong

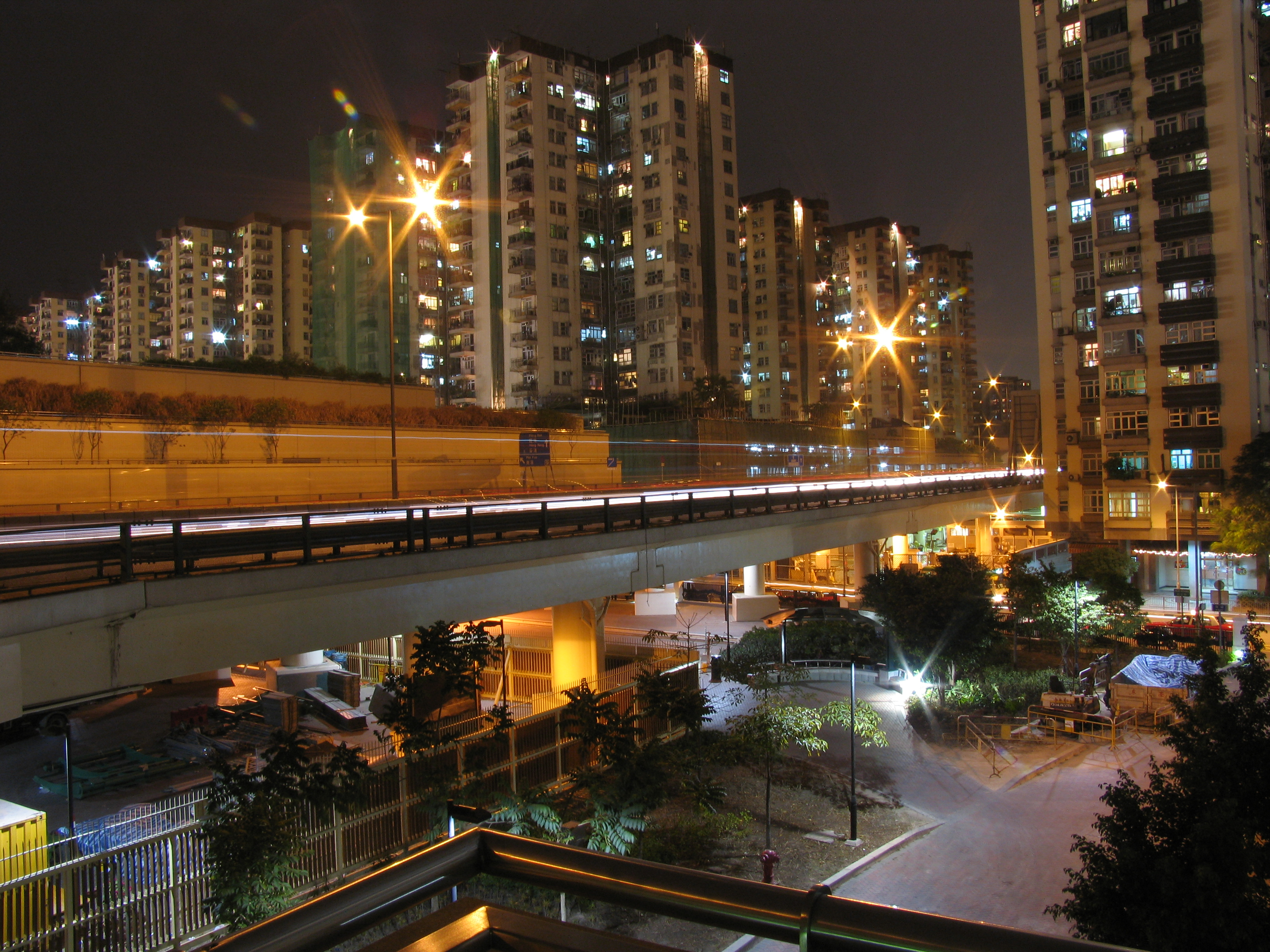
Mei Foo Sun Chuen el conjunto más antiguo de la ciudad

Los complejos residenciales privados (del inglés "private housing estate") hace referencia a las viviendas masivas en Hong Kong desarrolladas por una entidad privada, que se contrapone a las viviendas construidas por La "Hong Kong Housing Authority". Usualmente se caracterizan por ser un grupo de edificios similares de gran altura, que cuentan con comercios en su interior. El conjunto Mei Foo Sun Chuen, desarrollado por la petrolera transnacional Mobil, es el más antiguo (1965) y el más grande en cuanto a número de bloques (99)
Los complejos estatales más antiguos de Hong Kong seguían el patrón urbano de las calles: los bloques individuales eran colocados a lo largo de las calles y la mayoría de ellos se gestionaban independientemente de los demás bloques. Por otra parte los complejos privados cuentan con una gestión colectiva a lo largo de todo el conjunto.
Los complejos Mei Foo Chuen, Taikoo Shing, Whampoa Garden y City One Shatin fueron los precursores de los complejos residenciales privados. Posteriormente más proyectos surgieron pues eran aceptados y accesibles para las necesidades de la creciente clase media de Hong Hong.

## Lista de complejos
Esta es una lista con la información parcial de las residencias privadas en Hong Kong:

### Isla de Hong Kong
| Nombre             | Nombre en chino                | Área              | Término de construcción | Número de bloques | No de unidades | Desarrolladora                                | Foto | Coordenadas                                    |
| ------------------ | ------------------------------ | ----------------- | ----------------------- | ----------------- | -------------- | --------------------------------------------- | ---- | ---------------------------------------------- |
| Bel-Air Residence  | en chino tradicional, 貝沙灣   | Southern District | 2004 and 2008           |                   | 2,800          | Cyberport Companies                           |      | 22°15′42″N 114°07′48″E / 22.2617, 114.1301     |
| City Garden        | en chino tradicional, 城市花園 | North Point       | 1980s                   | 14                | 2,393          | Cheung Kong                                   |      | 22°17′11″N 114°11′29″E / 22.28637, 114.19152   |
| Heng Fa Chuen      | en chino tradicional, 杏花邨   | Chai Wan          | 1982                    | 48                | 6,504          | MTR Corporation Kerry Properties              |      | 22°16′32″N 114°14′30″E / 22.2756, 114.2416     |
| Island Place       | en chino tradicional, 港運城   | North Point       | 1996                    | 3                 | 784            | Swire Properties and China Motor Bus          |      | 22°17′27″N 114°12′08″E / 22.2909, 114.2022     |
| Island Resort      | en chino tradicional, 藍灣半島 | Siu Sai Wan       | 2001                    | 4                 | 3,098          | Sino Land                                     |      | 22°15′56″N 114°15′04″E / 22.2655, 114.2512     |
| Kornhill           | en chino tradicional, 康怡花園 | Quarry Bay        | 1986                    | 44                | 8,831          | Hang Lung, New World Development MTR Property |      | 22°16′58″N 114°12′59″E / 22.282778, 114.216389 |
| Nam Fung Sun Chuen | en chino tradicional, 南豐新邨 | Quarry Bay        | 1978                    | 12                | 2,826          | Nam Fung Development                          |      | 22°16′58″N 114°12′48″E / 22.2829, 114.2134     |
| South Horizons     | en chino tradicional, 海怡半島 | Ap Lei Chau       | 1990s                   | 34                | 9,812          | Hutchison Whampoa                             |      | 22°14′36″N 114°08′51″E / 22.2433, 114.1475     |
| Taikoo Shing       | en chino tradicional, 太古城   | Quarry Bay        | 1970s                   | 61                | 12,698         | Swire                                         |      | 22°17′11″N 114°13′03″E / 22.2863, 114.2176     |

### Kowloon
| Nombre            | Nombre en chino                  | Área         | Fecha de construcción | Número de bloques | Número de unidades | Desarrolladora                                                          | Foto | Coordenas                                  |
| ----------------- | -------------------------------- | ------------ | --------------------- | ----------------- | ------------------ | ----------------------------------------------------------------------- | ---- | ------------------------------------------ |
| Amoy Gardens      | en chino tradicional, 淘大花園   | Ngau Tau Kok | 1987                  | 19                | 4,896              | Hang Lung Properties                                                    |      | 22°19′28″N 114°12′59″E / 22.3244, 114.2165 |
| Hampton Place     | en chino tradicional, 凱帆軒     | Tai Kok Tsui | 2003                  | 3                 | 880                | Cheung Kong Holdings                                                    |      | 22°19′16″N 114°09′19″E / 22.3211, 114.1553 |
| Harbour Green     | en chino tradicional, 君滙港     | Tai Kok Tsui | 2007                  | 5                 | 1,514              | Sun Hung Kai Properties MTR Corporation                                 |      | 22°19′13″N 114°09′35″E / 22.3203, 114.1596 |
| Harbour Place     | en chino tradicional, 海濱南岸   | Hung Hom     | 2008                  | 7                 | 2,470              | Sun Hung Kai Properties New World Development                           |      |                                            |
| Laguna City       | en chino tradicional, 麗港城     | Lam Tin      | 1991                  | 38                | 8,072              | Cheung Kong Hutchison Whampoa Property                                  |      | 22°17′06″N 114°09′32″E / 22.2850, 114.1588 |
| Laguna Verde      | en chino tradicional, 海逸豪園   | Hung Hom     | 1996                  | 25                | 4,735              | Cheung Kong CLP Group                                                   |      | 22°18′28″N 114°11′34″E / 22.3079, 114.1927 |
| Mei Foo Sun Chuen | en chino, 美孚新邨               | Lai Chi Kok  | 1965                  | 99                | 13,500             | Mobil                                                                   |      | 22°20′17″N 114°08′20″E / 22.3380, 114.1390 |
| Parc Palais       | en chino tradicional, 君頤峰     | King's Park  | 2004                  | 8                 | 703                | Sino Group New World Development Wharf Estates                          |      |                                            |
| Royal Peninsula   | en chino tradicional, 半島豪庭   | Hung Hom     | 2001                  | 5                 | 1,669              | Sun Hung Kai Henderson Land                                             |      |                                            |
| Sceneway Garden   | en chino tradicional, 匯景花園   | Lam Tin      | 1992                  | 17                | 4,112              | Cheung Kong Hutchison Whampoa Property                                  |      | 22°18′25″N 114°13′58″E / 22.3069, 114.2327 |
| Telford Gardens   | en chino tradicional, 德福花園   | Ngau Tau Kok | 1980                  | 41                | 4,992              | Mass Transit Railway Corporation Hang Lung Properties Hopewell Holdings |      | 22°19′29″N 114°12′44″E / 22.3247, 114.2122 |
| Whampoa Garden    | en chino tradicional, 黃埔花園   | Hung Hom     | 1980s                 | 88                | 10,431             | Whampoa Dockyards Hutchison Whampoa Property                            |      | 22°18′15″N 114°11′32″E / 22.3041, 114.1922 |
| Wyler Gardens     | en chino tradicional, 偉恒昌新邨 | Ma Tau Kok   | 1979                  | 30                | 2,730              | Hang Seng Bank                                                          |      | 22°19′04″N 114°11′33″E / 22.3177, 114.1924 |

### Distrito Kwai Tsing
| Nombre            | Nombre en chino                | Área       | Fecha de construcción | Número de bloques | Número de unidades | Desarrolladora                                       | Foto | Coordenadas                              |
| ----------------- | ------------------------------ | ---------- | --------------------- | ----------------- | ------------------ | ---------------------------------------------------- | ---- | ---------------------------------------- |
| Greenfield Garden | en chino tradicional, 翠怡花園 | Tsing Yi   | 1990                  | 11                | 3,216              |                                                      |      |                                          |
| Mayfair Gardens   | en chino tradicional, 美景花園 | Tsing Yi   | 1984                  | 8                 | 1,912              | Sun Hung Kai Properties                              |      |                                          |
| Tierra Verde      | en chino tradicional, 盈翠半島 | Tsing Yi   | 1999                  | 12                | 3,459              | MTR Corporation                                      |      |                                          |
| Rambler Crest     | en chino tradicional, 藍澄灣   | Tsing Yi   | 2003                  | 5                 | 1,587              | Cheung Kong                                          |      |                                          |
| Tsing Yi Garden   |                                | Tsing Yi   | 1986                  | 7                 | 1,520              |                                                      |      |                                          |
| Villa Esplanada   | en chino tradicional, 灝景灣   | Tsing Yi   | 2000                  | 10                | 2,824              | Sun Hung Kai Properties Cheung Kong China Resources  |      |                                          |
| Wonderland Villas | en chino tradicional, 華景山莊 | Kwai Chung | 1984 and 1987         | 22                | 1,502              | Sun Hung Kai Properties y Henderson Land Development |      | 22°18′25″N 114°13′59″E / 22.307, 114.233 |

### Distrito Sai Kung
| Nombre              | Nombre en chino                | Área          | Fecha de construcción | Número de bloques | Número de unidades | Desarrolladora                             | Foto | Coordenadas                                |
| ------------------- | ------------------------------ | ------------- | --------------------- | ----------------- | ------------------ | ------------------------------------------ | ---- | ------------------------------------------ |
| Ocean Shores        | en chino tradicional, 維景灣畔 | Tiu Keng Leng | 2001-2003             | 15                | 5,728              | Swire Properties y Sun Hung Kai Properties |      | 22°18′22″N 114°15′10″E / 22.3061, 114.2527 |
| Tseung Kwan O Plaza | en chino, 將軍澳廣場           | Tseung Kwan O | 2004                  | 8                 | 2,880              | Nan Fung Group                             |      | 22°18′32″N 114°15′44″E / 22.3089, 114.2621 |
| LOHAS Park          | en chino, 日出康城             | Tseung Kwan O | 2008–ongoing          | 50                | 21,500             | MTR Corporation and others                 |      | 22°17′42″N 114°16′16″E / 22.295, 114.271   |

### Distrito Sha Tin
| Nombre         | Nombre en chino                | Área       | Fecha de construcción | Número de bloques | Número de unidades | Desarrolladora                                                                                | Foto | Coordenadas                                    |
| -------------- | ------------------------------ | ---------- | --------------------- | ----------------- | ------------------ | --------------------------------------------------------------------------------------------- | ---- | ---------------------------------------------- |
| Belair Gardens | en chino tradicional, 富豪花園 | Sha Tin    | 1982 and 1987         | 14                | 1,940              | Chinachem Group                                                                               |      | 22°23′05″N 114°11′55″E / 22.384722, 114.198694 |
| Castello       | en chino, 帝堡城               | Sha Tin    | 1999                  | 8                 | 1,744              | Sun Hung Kai Properties                                                                       |      | 22°23′01″N 114°12′55″E / 22.3837, 114.2153     |
| City One       | en chino, 沙田第一城           | Sha Tin    | 1981-1988             | 52                | 10,642             | New World Development Henderson Land Development Sun Hung Kai Properties Cheung Kong Holdings |      | 22°23′11″N 114°12′14″E / 22.386389, 114.203889 |
| Festival City  | en chino, 名城                 | Tai Wai    | 2010–2012             | 12                | 4,304              | Cheung Kong Holdings MTR Corporation                                                          |      | 22°22′09″N 114°10′27″E / 22.3692, 114.1743     |
| Royal Ascot    | en chino, 駿景園               | Fo Tan     | 1995-1997             | 10                |                    | Sun Hung Kai Properties Kowloon-Canton Railway Corporation                                    |      | 22°23′57″N 114°12′04″E / 22.3991, 114.2010     |
| Sunshine City  | en chino tradicional, 新港城   | Ma On Shan | 1990s                 | 20                | 5,000              | Henderson Land Development                                                                    |      | 22°25′28″N 114°13′56″E / 22.4244, 114.2321     |

### Distrito Tsuen Wan
| Nombre              | Nombre en chino                | Área           | Fecha de construcción | Número de bloques | Número de unidades | Desarrolladora                           | Foto | Coordenadas                                    |
| ------------------- | ------------------------------ | -------------- | --------------------- | ----------------- | ------------------ | ---------------------------------------- | ---- | ---------------------------------------------- |
| Allway Gardens      | en chino tradicional, 荃威花園 | Tsuen Wan      | 1978 and 1981         | 16                | 3,423              | Hopewell Holdings                        |      | 22°22′44″N 114°06′28″E / 22.3788, 114.1078     |
| Bayview Garden      | en chino tradicional, 灣景花園 | Tsuen Wan      | 1993                  | 5                 |                    | Hang Lung Properties                     |      | 22°22′11″N 114°05′58″E / 22.369702, 114.099369 |
| Belvedere Garden    | en chino tradicional, 麗城花園 | Tsuen Wan West | 1987–1991             | 19                | 6,016              | Cheung Kong Holdings                     |      | 22°22′19″N 114°06′07″E / 22.3719, 114.1020     |
| City Point          | en chino tradicional, 環宇海灣 | Tsuen Wan      | 2014                  | 7                 | 1,717              | Cheung Kong Nan Fung MTR Corporation     |      |                                                |
| Discovery Park      | en chino tradicional, 愉景新城 | Tsuen Wan      | 1998                  | 12                | 3,360              | Hong Kong Resort Company                 |      |                                                |
| The Dynasty         | en chino tradicional, 御凱     | Tsuen Wan      |                       | 2                 |                    | Sino Land Urban Renewal Authority        |      | 22°22′05″N 114°06′51″E / 22.36793, 114.11411   |
| Luk Yeung Sun Chuen | en chino tradicional, 綠楊新邨 | Tsuen Wan      | 1984                  | 17                | 4,056              | Mass Transit Railway Corporation y otros |      | 22°22′25″N 114°07′12″E / 22.3736, 114.1199     |
| Riviera Gardens     | en chino tradicional, 海濱花園 | Tsuen Wan      | 1990                  | 20                | 5,692              | Caltex New World Development             |      |                                                |
| Serenade Cove       | en chino tradicional, 韻濤居   | Tsuen Wan West | 2001                  | 3                 |                    | The Wharf (Holdings)                     |      | 22°22′21″N 114°06′11″E / 22.3725, 114.1031     |
| Tsuen King Garden   | en chino tradicional, 荃景花園 | Tsuen Wan      | 1988                  | 12                | 3,024              |                                          |      |                                                |
| Tsuen Wan Centre    | en chino tradicional, 荃灣中心 | Tsuen Wan      | 1989                  | 20                | 5,692              |                                          |      |                                                |
| Vision City         | en chino tradicional, 萬景峯   | Tsuen Wan West | 2007                  | 5                 | 1,446              | Urban Renewal Authority                  |      |                                                |
| Waterside Plaza     | en chino tradicional, 海灣花園 | Tsuen Wan      | 1991                  | 4                 | 822                |                                          |      |                                                |

#### Sham Tseng
| Nombre          | Nombre en chino                | Área                      | Fecha de construcción | Número de bloques | Número de unidades | Desarrolladora                     | Foto | Coordenadas                                  |
| --------------- | ------------------------------ | ------------------------- | --------------------- | ----------------- | ------------------ | ---------------------------------- | ---- | -------------------------------------------- |
| Bellagio Towers | en chino tradicional, 碧堤半島 | Sham Tseng                |                       |                   |                    | Wheelock Properties Wharf Holdings |      | 22°22′01″N 114°03′41″E / 22.36698, 114.06129 |
| Lido Garden     | en chino tradicional, 麗都花園 | Sham Tseng                |                       |                   |                    |                                    |      |                                              |
| Ocean Pointe    | en chino tradicional, 縉皇居   | Sham Tseng                | 2001                  | 1                 | 560                | Kerry Properties                   |      | 22°21′57″N 114°03′45″E / 22.3657, 114.0624   |
| Rhine Garden    | en chino tradicional, 海韻花園 | Sham Tseng                |                       |                   |                    |                                    |      |                                              |
| Rhine Terrace   | en chino tradicional, 海韻臺   | Sham Tseng                | 1992                  | 1                 | 212                | Cheung Kong Holdings               |      |                                              |
| Sea Crest Villa | en chino tradicional, 浪翠園   | Sham Tseng Tsing Lung Tau | 1992–1997             | 15                | 2,409              | Sun Hung Kai Properties            |      | 22°21′59″N 114°03′22″E / 22.3663, 114.0560   |

### Distrito Tuen Mun
| Nombre               | Nombre en chino                    | Área        | Fecha de construcción | Número de bloques | Número de unidades | Desarrolladora                     | Foto | Coordenadas                                |
| -------------------- | ---------------------------------- | ----------- | --------------------- | ----------------- | ------------------ | ---------------------------------- | ---- | ------------------------------------------ |
| Hong Kong Gold Coast | en chino tradicional, 香港黃金海岸 | So Kwun Wat | 1990-1993             | 20                | 2,052              | Sino Group                         |      | 22°22′02″N 113°59′40″E / 22.3673, 113.9944 |
| Miami Beach Towers   | en chino tradicional, 邁亞美海灣   | Tuen Mun    | 1991                  | 6                 | 1,272              | Sino Group                         |      | 22°22′19″N 113°58′10″E / 22.3719, 113.9695 |
| Pierhead Garden      | en chino tradicional, 海翠花園     | Tuen Mun    | 1988                  | 6                 | 1,432              | Kowloon–Canton Railway Corporation |      | 22°22′21″N 113°58′00″E / 22.3725, 113.9666 |
| Sun Tuen Mun Centre  | en chino tradicional, 新屯門中心   | Tuen Mun    | 1990                  | 10                | 3,500              | Kowloon–Canton Railway Corporation |      | 22°22′52″N 113°57′54″E / 22.3812, 113.9650 |
| Tai Hing Gardens     | en chino tradicional, 大興花園     | Tuen Mun    | 1994                  | 15                | 3,647              | Hang Lung Properties               |      | 22°23′59″N 113°58′17″E / 22.3996, 113.9715 |
| Tuen Mun Town Plaza  | en chino tradicional, 屯門市廣場   | Tuen Mun    | 1992                  | 8                 | 1,968              | Sino Group                         |      | 22°23′34″N 113°58′36″E / 22.3929, 113.9767 |

### Distrito Yuen Long
| Nombre               | Nombre en chino                  | Área                    | Fecha de construcción | Número de bloques | Número de unidades | Desarrolladora                                             | Foto | Coordenadas                                |
| -------------------- | -------------------------------- | ----------------------- | --------------------- | ----------------- | ------------------ | ---------------------------------------------------------- | ---- | ------------------------------------------ |
| Kingswood Villas     | en chino tradicional, 嘉湖山莊   | Tin Shui Wai, Yuen Long | 1991–                 | 58                | 15,808             | Cheung Kong Holdings                                       |      | 22°27′36″N 114°00′18″E / 22.4600, 114.0049 |
| Sun Yuen Long Centre | en chino tradicional, 新元朗中心 | Yuen Long               | 1993                  | 5                 |                    | Sun Hung Kai Properties Kowloon–Canton Railway Corporation |      | 22°26′44″N 114°02′06″E / 22.4455, 114.0351 |
| YOHO Town            | en chino tradicional, 新時代廣場 | Yuen Long               | 2004                  | 8                 | 2,200              | Sun Hung Kai Properties                                    |      | 22°26′32″N 114°02′12″E / 22.4422, 114.0368 |

- Datos: Q7246209
- Multimedia: Private housing estates in Hong Kong / Q7246209